# Deutschkatholizismus
Der Deutschkatholizismus – oder deutschkatholische Bewegung – war eine seit Mitte der 1840er Jahre in den Staaten des Deutschen Bundes für einige Jahre aktive religiös-politische Bewegung, die sich gegen den von ihren Anhängern als starr und reaktionär empfundenen Dogmatismus der christlichen Konfessionen richtete und deren äußerer Anlass der Protest gegen die Ausstellung des Heiligen Rocks durch Bischof Wilhelm Arnoldi bei der Trierer Wallfahrt von 1844 war.
Sie war eine zu ihrer Zeit oppositionelle Erscheinung der späten Vormärz-Zeit und geprägt von den Idealen eines sozialen Liberalismus, der die Gründung eines gesamtdeutschen Nationalstaates anstrebte. Nach dem Scheitern der Märzrevolution von 1848/49 war sie zunehmend den Repressionen der konservativen Fürstentümer ausgesetzt. Aus dem Deutschkatholizismus und den ursprünglich protestantischen Lichtfreunden entstand die freireligiöse Bewegung.

## Historischer Hintergrund

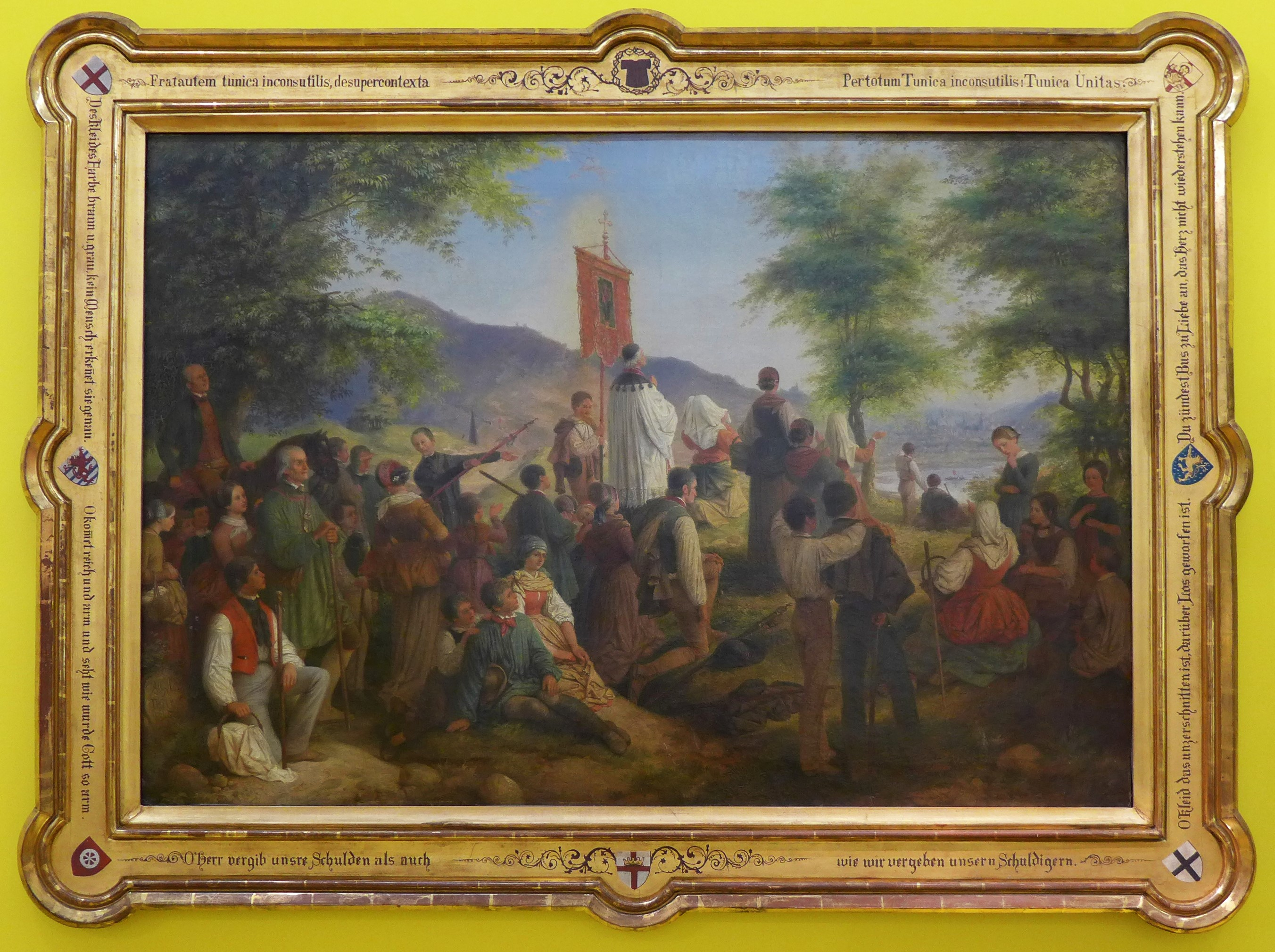
Wallfahrt zum Heiligen Rock im Jahr 1844

Nach der Thronbesteigung König Friedrich Wilhelms IV. in Preußen änderte sich das Verhältnis von Staat und Kirche. Sichtbarer Ausdruck war die Trierer Wallfahrt von 1844 zum „Heiligen Rock“, bei deren Organisation Staat und Kirche zusammenarbeiteten und zu der eine halbe Million Pilger innerhalb von 50 Tagen in bemerkenswerter Disziplin nach Trier kamen und zum Defilee an dem Exponat vorbeigeführt wurden.
Der suspendierte schlesische Priester Johannes Ronge protestierte in einem Aufruf öffentlich gegen das „Götzenfest“ und wandte sich bei dieser Gelegenheit gegen die „tyrannische Macht der römischen Hierarchie“. Ronge gefiel sich in den Augen der Katholiken in der Rolle eines zweiten Martin Luther, fand aber erstaunlichen Widerhall. Die von ihm initiierte deutschkatholische Bewegung erklärte die rationalistisch gedeutete Bibel zur einzigen Norm, verwarf das kirchliche Lehramt und den päpstlichen Primat, schaffte Heiligenverehrung, Beichte, Zölibat und die traditionellen Liturgieformen ab und erkannte lediglich Taufe und Abendmahl als Sakramente an. Auch die rationalistische Auffassung der Aufklärung, eine antirömische Strömung sowie Vorbehalte gegen die katholische Haltung in der Mischehenpraxis trugen dazu bei, dass der Deutsch-Katholizismus eine zwar kurze, aber anfangs enthusiastische Akzeptanz erfuhr.
Unter der geistigen Führung von Ronge und der Organisation des Märzrevolutionärs Robert Blum fand 1845 das erste deutsch-katholische Konzil in Leipzig statt.

## Entwicklung der deutschkatholischen Gemeinden
Die Gemeindegründungen waren Ausdruck sozialen Protests, der religiös motiviert und christlich begründet war. Zentren waren die Industrieregionen in Schlesien und Sachsen sowie im Rheinland, die von einer wirtschaftlichen Krise betroffen waren, die 1844 auch zum Weberaufstand in Schlesien führte. 1847 gab es rund 250 Gemeinden mit etwa 60.000 Mitgliedern, davon einem Drittel ehemaliger Protestanten. Die unteren Mittelschichten stellten die soziale Basis. Die Deutschkatholiken entwickelten auch ein sozialpolitisches Programm, das insbesondere für Arbeiter interessant war. Dazu gehörte die Forderung nach einem öffentlichen Schulwesen, nach Industrie-Unterricht, Zeit für Erholung und Körperpflege, Armenärzten, Armenkassen und Turn- und Badeanstalten. Im Umfeld der freien Gemeinden und auch der Lichtfreunde entwickelten sich Vereine zur praktischen Lebenshilfe.
Von Anfang an stand Ronge in Kontakt mit prominenten Vertretern des politischen Radikalismus im Vormärz, manchmal verschwammen die Grenzen zwischen religiöser Bewegung und politischer Partei. Prominente Angehörige des radikaldemokratischen Flügels der Deutschkatholiken im Großherzogtum Baden waren beispielsweise die revolutionär aktiven Eheleute Amalie und Gustav Struve.
Die deutschkatholischen Gemeinden waren ebenso wie die freiprotestantischen Lichtfreunde vor allem im Zeitraum 1850 bis 1852 verboten und politischer Verfolgung ausgesetzt, weil sie als politische Strömungen mit liberaldemokratischer, freisinniger Orientierung angesehen wurden.
1850 wurden die Lichtfreunde in Sachsen wegen ihres sozialen Programms und ihrer sozialistischen Ideale verboten, konnten jedoch in den geduldeten Deutschkatholizismus überführt werden. Die am 23. Mai 1850 in Leipzig vorgesehene Gründung einer Religionsgemeinschaft freier Gemeinden wurde von der Polizei behindert, obwohl die Verfassungsrevision vom 31. Januar 1850 die individuelle Bekenntnisfreiheit um die religiöse Vereinigungsfreiheit und die kollektive Bekenntnisfreiheit erweitert worden war. Bis 1852 wurden in Preußen 20 Gemeinden verboten, zu denen auch die große Königsberger Gemeinde mit etwa 12.000 Mitgliedern zählte. Trotz der Verfolgung durch staatliche Organe und des Rückzugs vieler bürgerlicher Mitglieder bestanden 1858 etwa 300 deutschkatholische und etwa 89 freie protestantische Gemeinden. In Österreich wurden die Lichtfreunde 1851 verboten und ihre Vereine mit der Begründung aufgelöst, dass sie „unter dem Deckmantel eines angeblich religiösen Bekenntnisses politische Parteibestrebungen“ verfolgten.
Der Breslauer Fürstbischof Heinrich Förster verwendete 1859 für die Ende 1845 durch den Fürstbischof Melchior von Diepenbrock exkommunizierten Anhänger von Johannes Ronge den Begriff christkatholisch (vgl. auch „Christkatholische Kirche“).